# Le Sage de Bandiagara
Pour plus de détails, voir Fiche technique et Distribution.
Le Sage de Bandiagara est un film documentaire réalisé en 2000 par Louis Decque, sur le grand érudit musulman malien Tierno Bokar.

## Synopsis
Le Sage de Bandiagara est un film qui évoque l’enseignement de Tierno Bokar qui vécut dans la première moitié du XXe siècle au Mali, où il fut une figure de l’Islam. Le film s’inspire d’un livre de l’écrivain malien Amadou Hampâté Bâ dont Tierno fut le père spirituel.

## Fiche technique
- Titre : Le Sage de Bandiagara
- Réalisateur : Louis Decque
- Producteur : Yves Billon
- Production : La Sept Arte, Les Films du Village, ZARADOC
- Langue : français
- Format : Digital Betacam
- Genre : documentaire
- Durée : 89 minutes
- Date de réalisation : 2000
- Soutiens : CNC, PROCIREP